# Konstanty Tołwiński
Konstanty Tołwiński (ur. 24 grudnia 1876 w Krepkowie k. Witebska, zm. 16 maja 1961 w Krakowie) – polski geolog, specjalista geologii Karpat, a zwłaszcza geologii złóż ropy naftowej i gazu ziemnego.

## Życiorys
Urodził się w rodzinie Zenona, właściciela gospodarstwa w Połockiem, i Apolonii z Załęskich. Miał brata Jana, lekarza. Ukończył szkołę powiatową w Siebieżu, następnie w 1894 dwuletnią szkołę rzemieślniczą im. Kühna w Warszawie. Odbył też roczną praktykę w kopalni węgla kamiennego „Mortimer” w Zagórzu, w Zagłębiu Dąbrowskim. Średnie wykształcenie otrzymał w szkole sztygarów w Dąbrowie Górniczej w latach 1895–1899.
Po zakończeniu szkoły został aresztowany przez ochranę carską za udział w robotniczych ruchach rewolucyjnych. Przez dwa lata przebywał w więzieniach w Piotrkowie, Warszawie i Kaliszu, a następnie trzy lata na wygnaniu w Archangielsku.
W 1904 wstąpił na Uniwersytet w Zürichu, w Szwajcarii, gdzie studiował geologię pod kierunkiem prof. Alberta Heima. W 1910 uzyskał doktorat filozofii na podstawie pracy Die Grauen Hömer. W latach 1911–1912 prowadził badania geologiczne na Sumatrze jako pracownik holenderskiego przedsiębiorstwa naftowego. Ze względów zdrowotnych przerwał te prace w 1912, wrócił do Europy i uzupełniał swoją wiedzę geologiczną podczas podróży po Skandynawii, Anglii i Francji, a następnie podjął pracę w szwajcarskiej służbie geologicznej.
W 1914, po wybuchu I wojny światowej, zgłosił się do Legionów Polskich w Krakowie. Początkowo zamieszkał w Zakopanem, następnie w Wiedniu. W 1916 przeniósł się do Borysławia. Rozpoczął wówczas badania geologiczne Karpat i ich przedgórza, głównie pod względem występowania ropy naftowej i gazu ziemnego. Z jego inicjatywy reaktywowano Stację Geologiczną w Borysławiu. W 1919 objął stanowisko kierownictwo tej Stacji, przemianowanej następnie na Karpacki Instytut Geologiczno-Naftowy w Borysławiu. Kierował nim do 1939. W latach 1930–1939 był również kierownikiem Wydziału Naftowo-Solnego Państwowego Instytutu Geologicznego w Warszawie.
Swoje zainteresowania geologiczne skierował wówczas głównie na geologię Karpat Wschodnich. Jako doradca geologiczny państwowej firmy Polmin odkrył złoża gazu ziemnego w Oparach na przedgórzu Karpat oraz w Roztokach, w Karpatach. W Borysławiu założył koło Polskiego Towarzystwa Geologicznego. W 1938 został członkiem korespondentem Polskiej Akademii Umiejętności.
Od września 1939 do czerwca 1941 pełnił funkcję zastępcy dyrektora w przejętym przez władze radzieckie Instytucie w Borysławiu. W latach okupacji niemieckiej nie zajmował się pracą naukową, przenosząc się w 1943 do Zakopanego.

W 1945 wrócił do geologii naftowej jako stały doradca geologiczny Centralnego Zarządu Przemysłu Naftowego oraz Zarządu Przedsiębiorstw Geologicznych i Przedsiębiorstwa Poszukiwania Naftowe w Krakowie, gdzie pracował do śmierci. W 1952 otrzymał Nagrodę Państwową II stopnia (zespołową) za odkrycie nowych pól naftowych. W 1957 został powołany na członka honorowego Polskiego Towarzystwa Geologicznego. W 1958 otrzymał od Centralnej Komisji Kwalifikacyjnej dla pracowników nauki tytuł profesora zwyczajnego. W latach 1958–1960 był przewodniczącym Rady Naukowej Instytutu Naftowego. Był też członkiem Państwowej Rady Geologicznej.

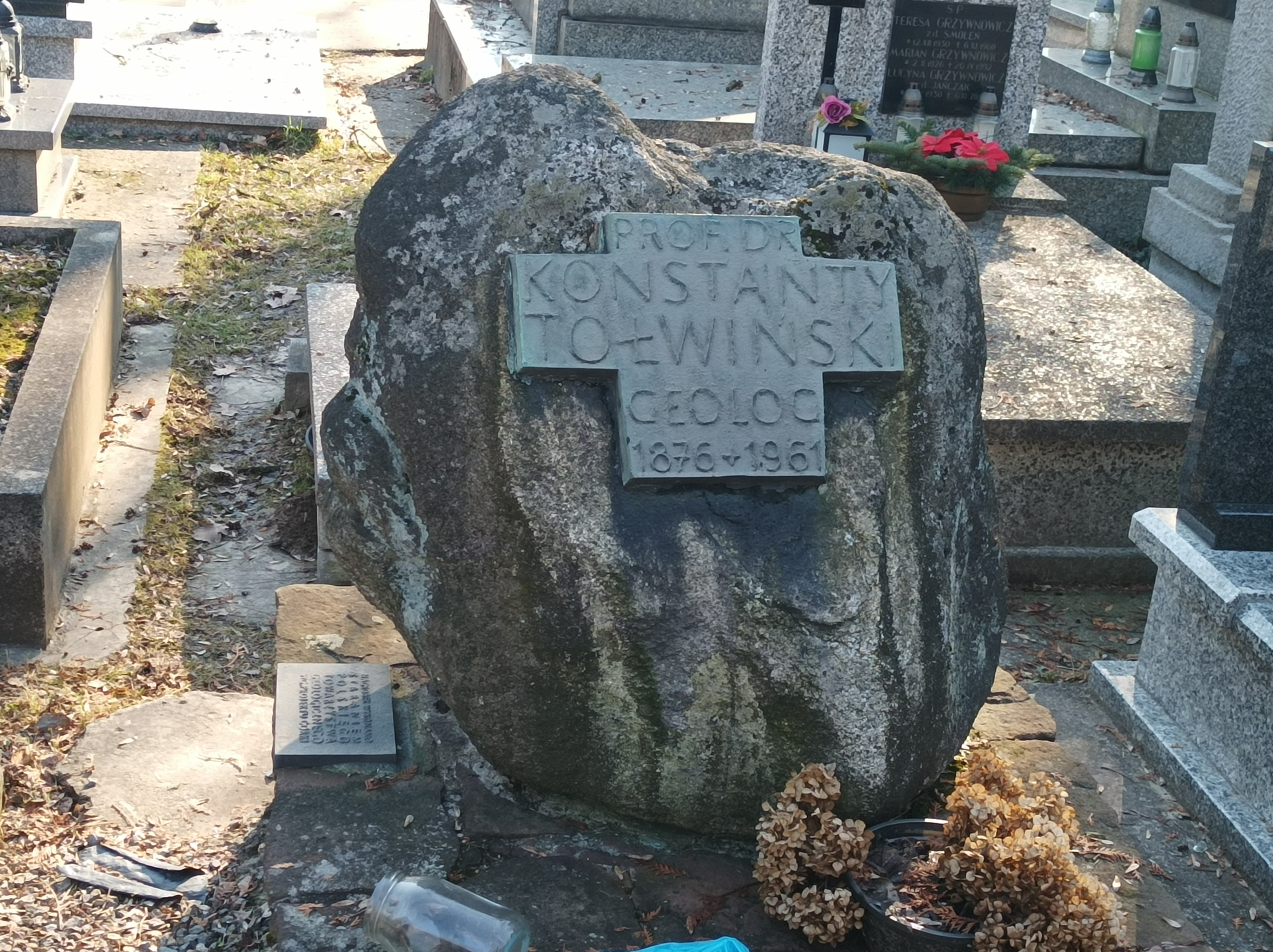
Grób prof. Konstantego Tołwińskiego na cmentarzu Salwatorskim w Krakowie

Zmarł w Krakowie, spoczął na cmentarzu Salwatorskim (sektor SC9-10-20).

## Publikacje
- Kopalnie nafty i gazów ziemnych w Polsce
- Zagadnienia naftowe w Polsce na geologicznym tle niektórych naftonośnych rejonów Europy

## Ordery i odznaczenia
- Krzyż Komandorski Orderu Odrodzenia Polski (1960)
- Krzyż Kawalerski Orderu Odrodzenia Polski
- Złoty Krzyż Zasługi